# Urville (fiktiv stad)
Urville är en fantasistad som är skapad av Gilles Tréhin som bor i Cagnes-sur-Mer i södra Frankrike. Urville bebos av flera miljoner invånare. Tréhin har gjort många bilder från olika platser i staden. På bilderna är det till exempel torg, skyskrapor eller andra byggnader. Han har själv namngivit dessa hundratals platser.